# Giovani streghe
Giovani streghe (The Craft) è un film horror del 1996 diretto da Andrew Fleming, con protagoniste Robin Tunney, Rachel True, Fairuza Balk e Neve Campbell.

## Trama
Sarah Bailey, una ragazza sedicenne soggetta a depressione ed episodi di allucinazioni, si trasferisce a Los Angeles con la famiglia per cominciare una nuova vita. Iscrittasi a una scuola cattolica, Sarah fa amicizia con Nancy, Bonnie e Rochelle, tre ragazze anticonformiste, considerate da molti vere e proprie streghe. Durante una lezione Bonnie si accorge che Sarah riesce a far levitare una matita sul banco e si rende conto che lei potrebbe essere il quarto elemento, decisivo per chiudere il cosiddetto Cerchio e farle diventare finalmente streghe vere e proprie. Sarah, affascinata dal comportamento misterioso e bizzarro delle tre amiche, decide di unirsi a loro. Nancy, la leader del gruppo, le parlerà di Manon, divinità della natura che le studentesse stanno cercando di evocare da tempo, ancora senza successo.
A seguito di un rito collettivo, le ragazze inviano nuovamente a Manon le loro suppliche: Bonnie chiede di guarire dalle cicatrici che le deturpano il corpo; Rochelle vuole vendicarsi del bullismo di una compagna di scuola, Laura; Nancy, che vive in povertà con la madre e il violento patrigno, chiede di risollevare la sua situazione economica; Sarah, infine, vuole conquistare Chris, un ragazzo attraente ma superficiale, che ha conosciuto di recente. Stavolta gli incantesimi funzionano. Bonnie non mostra più alcun segno sul corpo; Laura, la nemica di Rochelle, diviene improvvisamente affetta da calvizie e abbandona ogni atteggiamento aggressivo; Nancy insieme a sua madre beneficerà dell'eredità del patrigno, morto di colpo. E Chris si innamora perdutamente di Sarah.
Le quattro giovani continuano allora con le pratiche magiche, per divertimento e per la voglia di sperimentare gli acquisiti poteri. È Nancy quella che più si lascia trasportare nel mondo dell'occulto. Un giorno, in un negozio di articoli magici, la ragazza viene attratta da un libro contenente un rituale di evocazione avanzato per l'ampliamento dei poteri. La proprietaria del negozio, anch'ella una strega, avverte Nancy che il libro potrebbe essere pericoloso, in quanto il rito di invocazione di uno spirito è indicato per streghe più esperte: se si usa quel potere per scopi malvagi le conseguenze sarebbero terribili. Nancy non dà ascolto all'avvertimento e una sera in una spiaggia isolata riesce a compiere il nuovo e più pericoloso rituale con l'aiuto delle tre amiche. I poteri del cerchio crescono a dismisura, tanto da sconvolgere l'equilibrio delle giovani streghe.
Sarah si rende conto che la situazione sta precipitando e si allontana dal cerchio.
Nancy, completamente fuori di sé, uccide Chris, e con Rochelle e Bonnie istiga Sarah a commettere suicidio; Sarah riesce però a compiere un nuovo incantesimo che accresce le sue forze. Bonnie e Rochelle, guardandosi allo specchio vedono raffigurate se stesse con i terribili effetti delle loro malefatte; difatti secondo le leggi della magia, chi fa del male ne riceverà altrettanto ma triplicato (le cicatrici per Bonnie e la perdita dei capelli per Rochelle) e decidono quindi di darsi alla fuga. Nancy, impaurita, chiede a Sarah una tregua ma per tutta risposta Sarah enuncia un incantesimo finale e la priva di tutti i suoi poteri magici. Il giorno dopo Bonnie e Rochelle cercano goffamente di chiedere perdono a Sarah, le comunicano di non avere più poteri e si chiedono se anche a Sarah sia capitato lo stesso. Sarah le respinge provocando una tempesta e spaventandole. Nancy invece, ormai divenuta preda della follia, finirà internata in un ospedale psichiatrico.

## Produzione
Una volta confezionato il concept iniziale del film, la produzione ha tenuto un imponente casting per il quale sono state considerate ben 85 attrici differenti per i ruolo delle quattro giovani streghe: tra di loro c'erano anche future stelle del cinema come Angelina Jolie e Alicia Silverstone. Quando Rachel True fu scritturata per il ruolo di Rochelle, il suo personaggio fu parzialmente riscritto così da aggiungere la sottotrama del razzismo, precedentemente non prevista in quanto la produzione non aveva fatto previsioni particolari circa le etnie dei quattro personaggi. Per rendere il film fedele ai riti e alle credenze wicca a cui si ispira, la produzione ha coinvolto un'adepta di tale credo religioso, Pat Devin, in qualità di "set advisor". Le riprese si sono svolte a Los Angeles, utilizzando sia set costruiti che locali e luoghi utilizzati così come realmente appaiono. In totale, per la produzione del film sono stati spesi 15 milioni di dollari.

## Colonna Sonora
The Craft: Music from the Motion Picture è stata pubblicata il 30 aprile 1996 via Columbia Records nei formati CD e musicassetta. Tra i brani inseriti troviamo la stessa versione di How Soon Is Now? che sarà poi utilizzata per sigla della popolare serie TV Streghe, anch'essa incentrata su giovani streghe e basata sui precetti della religione wicca. Nel film, questo brano è utilizzato sia nella scena in cui le quattro streghe formano il loro gruppo di amiche che durante i titoli di coda.

## Accoglienza

### Incassi
Al momento dell'uscita, il film ha ottenuto un incasso al botteghino di circa 55,6 milioni di dollari. Secondo quanto dichiarato dalla casa di produzione, la pellicola si è comportata da sleeper hit acquisendo popolarità nel corso degli anni fra varie generazioni di adolescenti.

### Critica
Secondo l'aggregatore di recensioni Rotten Tomatoes, il film ha ottenuto un indice di gradimento del 56% e un voto di 5,49 su 10 sulla base di 57 recensioni. La pellicola ha ricevuto delle nomination ai Saturn Awards come miglior film horror e miglior attrice non protagonista per Fairuza Balk. La scena di lotta fra Balk e Robin Tunney ha anche vinto un MTV Movie Award nella categoria, appunto, "miglior lotta".
A posteriori, il film ha ottenuto recensioni ben più lusinghiere di quelle iniziali. Secondo quanto affermato in un articolo di The Huffington Post, il film ha ottenuto il titolo di "classico" per aver "avuto il coraggio di andare oltre i soliti cliché dei teen horror e aver incorporato tematiche più dark". Secondo un articolo di Complex, il film risulta "molto più moderno di tanti film recenti, un'ottima rappresentazione del passaggio all'età adulta di quattro adolescenti".

## Eredità
Con il passare degli anni, il film ha ottenuto il titolo di cult per via della sua presenza costante nei mass media e nei social media. Il film ha ispirato molte opere anche in ambiti diversi da quello cinematografico: la cantante Katy Perry ha ad esempio dichiarato che il suo brano Dark Horse è ispirato al film, mentre il videoclip del brano Black Magic delle Little Mix appare come un'esplicita citazione dell'opera.